# Fedjukin
Fedjukin (russisch Федюкин) ist ein russischer männlicher Familienname.

## Namensträger
- Anatoli Wiktorowitsch Fedjukin (1952–2020), russischer Handballspieler; Olympiasieger
- Igor Igorewitsch Fedjukin (* 1974), russischer Politiker; stellvertretender Bildungsminister 2012–2013